# 阿蘇夫拉爾火山

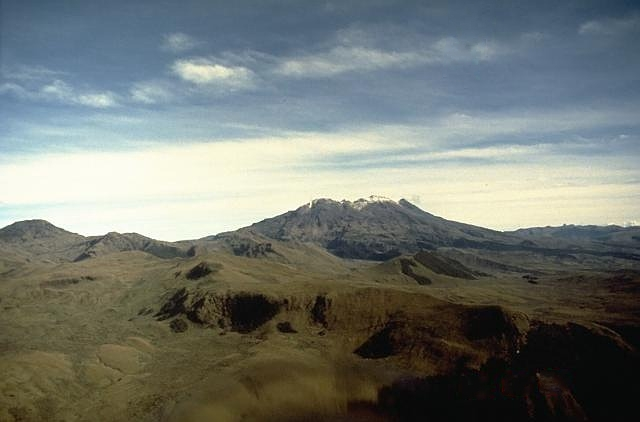

阿蘇夫拉爾火山是哥倫比亞的火山，位於該國西南部圖克雷斯以西12公里，由納里尼奧省負責管轄，屬於安第斯山脈的一部分，最高點海拔高度4,070米。